# Conger myriaster
Conger myriaster är en fiskart som först beskrevs av Brevoort, 1856.  Conger myriaster ingår i släktet Conger och familjen havsålar. Inga underarter finns listade i Catalogue of Life.